# Grib Mig Hvis Jeg Falder (album)
Grib Mig Hvis Jeg Falder er titlen på det fynske band Kalasets debutalbum. Det udkom 3. februar 2023 hos Capitol Records/Universal Music.
Albummet blev én af de mest roste debutudgivelser i 2023 med flere fine anmeldelser - blandt andet 5 stjerner i musikmagasinet Gaffa. Onlinemagasinet 'Bands of Tomorrow' roste ligeledes albummet og skrev blandt andet:
"Den danske kvintet Kalaset har spillet sig direkte ind på højtalerne i mange stuer i Danmark, og med udgivelsen af debut-albummet grib mig hvis jeg falder, spiller de sig med sikkerhed ind i flere"
Albummet indeholdt blandt andet hits som "Vi Uendelige", "Kaos Kan Være Smukt" og debutsinglen "Riv I Mit Hår", der i en periode efter udgivelsen var "P3's Uundgåelige".

## Spor
1. "Riv I Mit Hår" - (03:09)
2. "Kaos Kan Være Smukt" - (02:59)
3. "Det Gyser I Mig" - (04:52)
4. "Sprængfarlig Kanon" - (03:07)
5. "Skuffende Stjerneskud" - (04:03)
6. "Grib Mig Hvis Jeg Falder" - (04:24)
7. "Vi Uendelige" - (03:33)
8. "Gennemsku Mig Nu" - (03:13)
9. "Du Blomstrer" - (03:37)
10. "Ny Sang Søndag" - (03:25)
11. "(et øjeblik intro)" - (01:13)
12. "Lad Der Være Et Øjeblik" - (05:11)